# Сакдриони (Тианетский муниципалитет)
Сакдриони (груз. საყდრიონი) — село в Грузии, на территории Тианетского муниципалитета края (мхаре) Мцхета-Мтианети.

## География
Село находится в центральной части Грузии, к северу от реки Адзези (правый приток реки Иори), на расстоянии приблизительно 13 километров (по прямой) к югу от посёлка городского типа Тианети, административного центра муниципалитета. Абсолютная высота — 1059 метров над уровнем моря.

## Население
По результатам официальной переписи населения 2014 года в Сакдриони проживало 358 человек (179 мужчин и 179 женщин). В национальной структуре населения грузины составляли 99,2 %.
| Год  | Население, человек |
| ---- | ------------------ |
| 2002 | 563                |
| 2014 | ↘ 358              |